# Опресноки
Опре́сноки (мн. ч., от ед. ч. церк.-слав. опрѣснъкъ; укр. опрíсно́к, др.-греч. ἄζυμος, др.-евр. מַצָּה‬) — пресный, не квашеный хлеб (приготовленный без использования хлебной закваски).

## Опресноки в Библии

### Ветхий Завет
Описанный в Ветхом Завете праздник опресноков начинался на второй день Пасхи и продолжался вместе с Пасхой до семи дней, на протяжении которых древние евреи, принося жертвы в Храме, не должны были иметь и употреблять в пищу ничего заквашенного, «ибо кто будет есть квасное, душа та истреблена будет из общества [сынов] Израилевых» (Исх. 12:15,19). Первый и последний дни этого праздника имели особенно важное значение и отличались всеобщими собраниями во дворе Скинии (Лев. 23:7,8). Этот праздник должен был, с одной стороны, постоянно напоминать евреям об исходе из рабства египетского, а с другой — об их высшем призвании — быть народом чистым, «бесквасным», то есть святым и чуждым нравственного растления египтян.

### Новый Завет
Образ опресноков апостол Павел использует в своём Первом послании к Коринфянам, призывая их (как и всех христиан) уклоняться от «закваски» греха:

Итак очистите старую закваску, чтобы быть вам новым тестом, так как вы бесквасны, ибо Пасха наша, Христос, заклан за нас. Посему станем праздновать не со старою закваскою, не с закваскою порока и лукавства, но с опресноками чистоты и истины.
— 1Кор. 5:7,8

## Иное употребление термина
Термин «опресноки» может обозначать пресный хлеб, употребляемый римо-католиками для совершения таинства евхаристии. Для именования этого хлеба также употребляется термин гостия.